# Đại học Công nghệ Opole
 Đại học Công nghệ Opole (tên tiếng Ba Lan: Politechnika Opolska; đôi khi được gọi trong tiếng Anh là Đại học Kỹ thuật Opole) là một trường đại học nằm ở Opole, Ba Lan.
Trường được thành lập năm 1959 như một chi nhánh tư vấn của Đại học Công nghệ Silesian. Năm 1966, trường trở thành một trường đại học độc lập có tên là Wyższa Szkoła Inżynierska w Opolu (Trường trung học kỹ thuật ở Opole). Tên Politechnika Opolska (Đại học Công nghệ Opole) được sử dụng từ năm 1996.
Trường có hơn 500 giảng viên và có hơn 9000 sinh viên. Gồm bảy khoa:
- Khoa Xây dựng và Kiến trúc
- Khoa Bibin Engg
- Khoa Kỹ thuật Điện, Điều khiển Tự động và Khoa học Máy tính
- Khoa Giáo dục thể chất và Vật lý trị liệu
- Khoa kinh tế và quản lý
- Khoa Kỹ thuật Sản xuất và Hậu cần
- Khoa Kỹ thuật hệ thống kỹ thuật

Năm 2008, Đại học Công nghệ Opole hợp tác với Đại học Công nghệ Bắc Kinh đã khai trương Học viện Khổng Tử Opole. Trung tâm Hợp tác Học viện Khổng Tử Ba Lan-Trung Quốc là một tổ chức công ích phi lợi nhuận có nhiệm vụ thúc đẩy ngôn ngữ và văn hóa Trung Quốc. Viện đang làm việc vì lợi ích của Đại học này và cộng đồng địa phương Opole. Trung tâm Opole là một trong 200 văn phòng như vậy trên thế giới được liên kết trong một trang web quốc tế, có văn phòng chính Hanban (Văn phòng Hội đồng Ngôn ngữ Quốc tế) có trụ sở tại Bắc Kinh.
Đại học Công nghệ Opole cũng là một thành viên đầy đủ của Hiệp hội Đại học Châu Âu (EUA). Hiệp hội Đại học Châu Âu (EUA) đại diện và hỗ trợ các tổ chức giáo dục đại học ở 46 quốc gia, cung cấp cho họ một diễn đàn độc đáo để hợp tác và theo kịp các xu hướng mới nhất trong chính sách nghiên cứu và giáo dục đại học.